# Партия нуллификаторов
Партия нуллификаторов (англ. Nullifier Party) — бывшая американская политическая партия, основанная вице-президентом США Джоном Кэлхуном в Южной Каролине в 1828 году. Считается одной из первых «третьих партий» в истории США.
Южная Каролина являлась политическим центром южного сепаратизма в США, будучи одним из ведущих штатов региона по экономическому развитию. Так, власти штата впервые предприняли попытку аннулировать федеральное законодательство ещё в 1822 году. Нуллификаторы поддерживали права штатов в контексте американского политического дискурса и строгий конструктивизм в отношении полномочий федерального правительства Соединённых Штатов, утверждая, что штаты могут аннулировать федеральные законы в пределах своих границ. Партия имела представительство в обеих палатах конгресса с 1831 по 1839 год. Кэлхун изложил принципы организации в своей работе «Позиция и протест Южной Каролины» в 1828 году в качестве реакции на «Тариф мерзостей», принятый Конгрессом и подписанный президентом Джоном Куинси Адамсом.
Деятельность партии нуллификаторов ограничивалась почти исключительно Южной Каролиной. Поскольку партия находилась в сильной оппозиции к президенту Эндрю Джексону, на выборах 1832 года она поддержала губернатора Виргинии Джона Флойда, который получил 11 голосов Южной Каролины в коллегии выборщиков, несмотря на то, что он не хотел быть кандидатом и стремился передать право на выдвижение Кэлхуну. Выборщики проголосовали за экономиста из Массачусетса Генри Ли на пост вице-президента.
В течение нескольких лет в начале 1830-х годов нуллификаторы тесно сотрудничали с южным крылом партии вигов, но осенью 1837 года большая часть из них вернулась к демократам, стремясь навязать прорабовладельческий политический курс руководству партии. Разрыв с вигами был вызван неприятием южанами «Американской системы» — экономической программы Генри Клея, включавшей в себя высокие тарифы и поддержки вигами Банка США. В результате бывшие нуллификаторы заняли особое место среди демократов, отстаивая права юга внутри партии.